# Condado de Monroe (Pensilvânia)
O Condado de Monroe é um dos 67 condados do Estado americano da Pensilvânia. A sede do condado é Stroudsburg, e sua maior cidade é Stroudsburg. O condado possui uma área de 1 599 km²(dos quais 23 km² estão cobertos por água), uma população de 138 687 habitantes, e uma densidade populacional de 88 hab/km² (segundo o censo nacional de 2000). O condado foi fundado em 1 de abril de 1836.